# Ulrich Manske
Ulrich Manske (* 10. Juli 1954 in Berlin; † 3. August 2013 ebenda) war ein deutscher Politiker (CDU).
Manske engagierte sich schon früh in der Jungen Union in seiner Heimat Steglitz, von 1975 bis 1981 gehörte er dem Kreisvorstand der CDU an, später war er Vorsitzender des Ortsverbandes Schloßstraße. Von 1979 bis 1981 gehörte er der Bezirksverordnetenversammlung von Steglitz an und war dort stellvertretender Fraktionsvorsitzender. Von 1981 bis 2001 gehörte er dem Abgeordnetenhaus von Berlin an, zuletzt direkt gewählt im Wahlkreis Steglitz 3. Einige Jahre lang saß er dem dortigen Unterausschuss für Kommunikations- und Informationsmedien vor.